# 和泉常寛
和泉 常寛（いずみ つねひろ、1950年 - ）は、日本の作曲家・編曲家である。和泉常威または和泉常康と称している時期もある（読みは同じ）。
元はしだのりひことシューベルツの越智友嗣と「クリンカム・クランカム」を結成後、はしだのりひことエンドレスのメンバーを経て、作曲家・編曲家として活動。
歴代オメガトライブの楽曲制作陣の一人として、多くの楽曲を手がける。

## 来歴
1971年、ワーナー・パイオニアで大峙裕二と「クリンカム・クランカム」というフォークデュオとしてレコードデビューし、以後本格的な作曲、編曲と演奏活動を始め、1981年にDODO COMPANYに移籍した。作曲と編曲だけでは物足りないと感じてプロデュースに転向し、1993年にプロデューサーとしてパブリックイメージと契約。並行して系列会社であるパブリックムンに作曲家として定着し、1997年に音楽プロジェクトグループであるRuby Tuesdayを結成することになった。

## 主な楽曲
- 相本久美子 - 「五つの銅貨」（作曲）
- アグネス・チャン - 「想い出のかけら」（作曲）
- 浅田真季 - 「ここへおいでよ」「ハートがちぎれちゃう」（作曲）
- 池田政典 - 「危険なトライアングル」（作曲）
- 伊藤かずえ - 「悪魔の花嫁」「目隠し鬼」「プラス&プラス」「永遠のワインディングロード」（作曲）
- 伊藤咲子 - 「寒い夏」「つぶやきあつめ」（作曲）
- 井上昌己 - 「さよならパラダイスビーチ」「Dear Time」（作曲）
- 岩崎良美 - 「チークタイムの涙」「夕陽にラストボール」（作曲）
- 及川弘子 - 「あなたの心が…」（作曲）
- 大場久美子 - 「ディスコ・ドリーム」「スプリング・サンバ」（作曲）「あなた」「雨に消えたジュン」「あの人の手紙」「アプローズ～私のショーへようこそ」「あなたとワインと太陽と」「遅い朝食」「オーディション」「切符をください!」「さよならありがとう」「サンモリッツ速達便」「スプリング・サンバ」「DISCO DREAM」「初恋」「バレエシューズ」「ヘッドホーン」「マイ・パラダイス」「ミルキー・ウェイ」「私って誰?」「私のショーへようこそ」「オープニング」「オーディションA」「オーディションB」
- 大根夕佳 - 「霧雨のダイアリー」
- 岡田奈々 - 「愛のフィナーレ」「雨のウィークエンド」
- 岡本舞子 - 「ナツオの恋人ナツコ」（作曲）
- 荻野目洋子 - 「D2D」（作曲）
- 織田裕二 - 「BOOM BOOM BOOM」（作曲）
- 甲斐智枝美 - 「Si! Si! C!」（作曲）
- 倉沢淳美 - 「危険な夢」（作曲）
- 黒木真由美 - 「ありがとう恋」（作曲）
- 西城秀樹 - 「夏の妹」（作曲）「ポップンガール・ヒデキ」
- 酒井法子 - 「おとぎの国のBirthday」（作曲）
- 坂本九 - 「トライ・トライ・トライ」（作曲）
- 佐倉しおり - 「ズーム」「恋しくて」「Relay」（作曲）
- 桜田淳子 - 「あなたのすべて」（作曲）
- 少年隊 - 「星屑のスパンコール」（作曲）「永遠の恋人」「哀しみのプリンセスへ」「君がいない」「SILENT DANCER」
- 鷹橋敏輝 - 「Paris Nigtht」（作曲）
- チェリッシュ - 「結婚指輪」（作曲）
- チャコとヘルスエンジェル - 「雨にぬれて」（作曲）
- 徳丸純子 - 「哀の心話」（作曲）
- 刀根麻理子 - 「STAY WITH ME」（作曲）
- 1986オメガトライブ→カルロス・トシキ&オメガトライブ - 「君は1000%」「アクアマリンのままでいて」（作曲）など大多数の曲を提供する。
- 夏けい子 - 「愛されただけでいい」（作曲）
- ハゼドン - 「ハゼドン音頭」（歌）
- パティ - 「渚の想い出」（作曲）
- 早見優 - 「LONELY LIAR」（作曲）「サテンサンバ72」「少しだけオ・ト・ナ」「ハニーな昼下り」「I'LL STILL BE LOVING YOU」
- 姫乃樹リカ - 「硝子のキッス」「ロマンの騎士」「ナチュラル」（作曲）
- ザ・ブルー - 「暗い渚」（作曲）
- マーガレット・ポー - 「トロピカル・ハネムーン」（作曲・編曲）
- 松原みき - 「サファリ アイズ SAFARI EYES」（作曲）
- 三木聖子 - 「恋のスタジアム」（作曲）
- 結城めぐみ -  「YOU」「TWO OF US」（作曲）
- 山本理沙  - 「Lonely Lion」（作曲）
- 芳本美代子 - 「涙のイヤリング」（作曲）
- ラ・ムー「愛は心の仕事です」（作曲）
- 渡辺美奈代 - 「両手いっぱいのメモリー」（作曲）「チャンスかもしれない」「グッバイBOY」

| スタブアイコン | サブスタブ | この項目は、まだ閲覧者の調べものの参照としては役立たない、音楽関係者（バンド等）に関連した書きかけの項目です。この項目を加筆・訂正などしてくださる協力者を求めています（P:音楽/PJ:芸能人）。 |